# Batalion „Zośka”
Batalion „Zośka” – batalion Armii Krajowej (AK) biorący udział w powstaniu warszawskim, składający się przede wszystkim z członków Szarych Szeregów, konspiracyjnego Związku Harcerstwa Polskiego; dowódcą batalionu był Ryszard Białous „Jerzy”.

## Sformowanie batalionu
Batalion, utworzony pod koniec sierpnia 1943, przyjął nazwę „Zośka” dla upamiętnienia postaci dowódcy warszawskich Grup Szturmowych Tadeusza Zawadzkiego „Zośki” (poległego w akcji na posterunek graniczny w Sieczychach).
Przez pewien czas w składzie osobowym batalionu „Zośka” podawano jako jego 3 kompanię, wydzieloną już od 1 sierpnia 1943, jednostkę specjalną „Agat” („Pegaz” – „Parasol”) ze względu na jej podległość po linii harcerskiej Głównej Kwaterze Szarych Szeregów. Tuż przed powstaniem uzupełniono batalion do pełnego stanu 3 kompanii (ok. 366 osób).
Batalion w olbrzymiej większości składał się z podchorążych. Żołnierze batalionu „Zośka” brali udział w akcjach dywersyjno-sabotażowych, m.in. mających na celu niszczenie kolejowego transportu Wehrmachtu zaopatrującego front wschodni.

## Powstanie warszawskie
W powstaniu warszawskim batalion „Zośka” walczył w zgrupowaniu AK „Radosław” na Woli i Starym Mieście, skąd kompania „Rudy”, dowodzona przez Andrzeja Romockiego „Morro”, jako jedyna spośród załogi staromiejskiej przebiła się do Śródmieścia przez placówki niemieckie w Ogrodzie Saskim. W czasie walk na Górnym Czerniakowie i Mokotowie batalion „Zośka” został połączony z równie zdziesiątkowanym batalionem „Parasol”.
Po zdobyciu 2 sierpnia 1944 w rejonie ul. Okopowej dwóch niemieckich czołgów PzKpfw V Panther w składzie batalionu utworzono pluton pancerny pod dowództwem Wacława Micuty ps. Wacek.
Kompania „Rudy” została uznana przez dowództwo AK za najlepszą spośród 40 tysięcznej załogi żołnierzy walczących w powstaniu warszawskim, m.in. w brawurowym ataku zdobywając warszawski obóz koncentracyjny. Za walki w powstaniu warszawskim Naczelny Wódz odznaczył batalion „Zośka” Krzyżem Srebrnym Orderu Wojennego Virtuti Militari (V kl.).

## Skład batalionu „Zośka”
- 1 kompania „Maciek”
  - I pluton „Włodek”
  - II pluton
  - III pluton
  - IV pluton
- 2 kompania „Rudy”
  - I pluton „Sad”
  - II pluton „Alek”
  - III pluton „Felek”
- 3 kompania „Giewont”
  - I pluton
  - II pluton
  - pluton „Ochota”

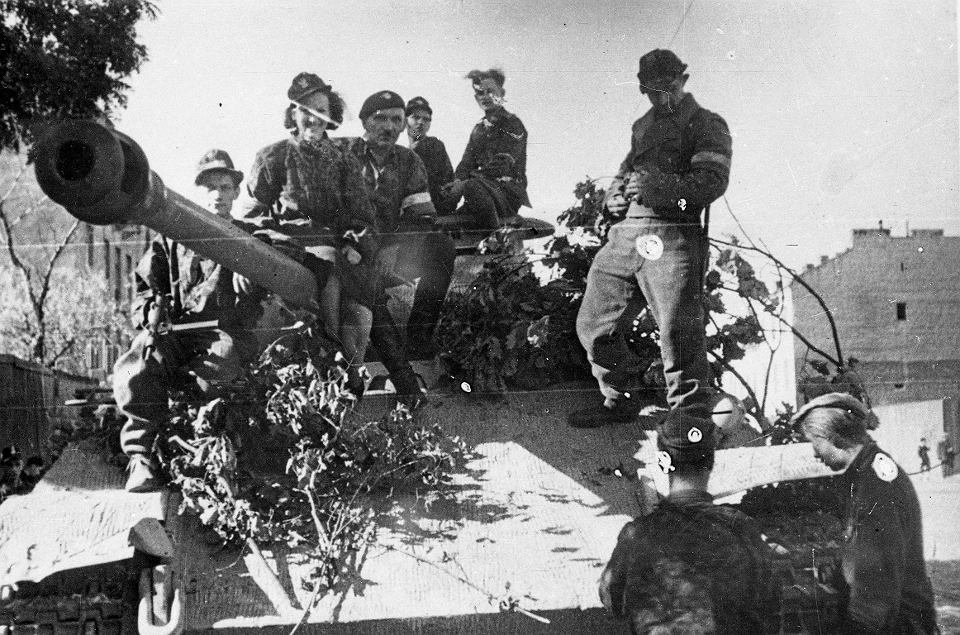
Jeden z dwóch czołgów Panther zdobytych na Niemcach przyjętych na stan plutonu pancernego „Wacek“

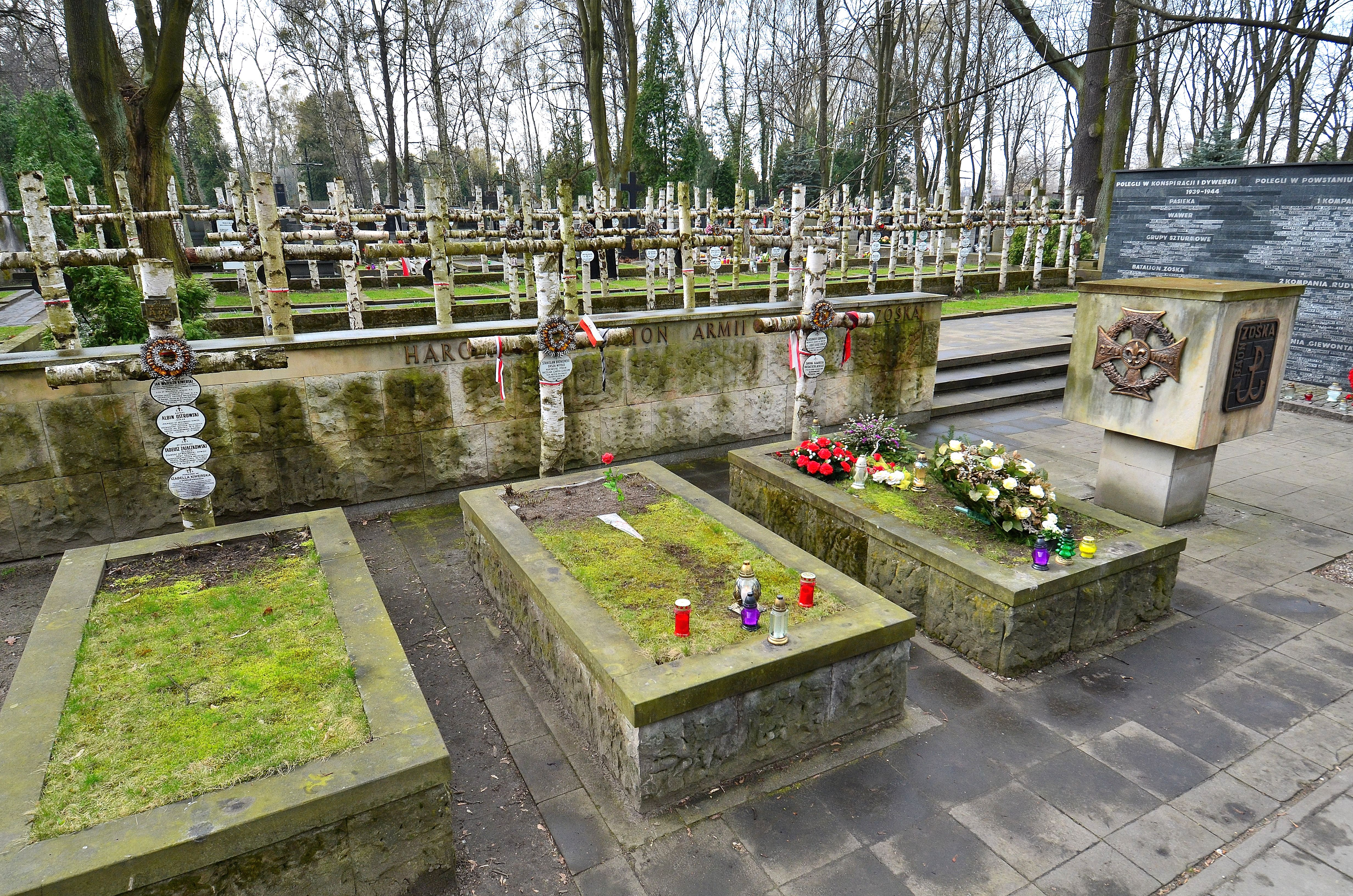
Kwatera Harcerskiego batalionu Armii Krajowej „Zośka” (A–20) na Cmentarzu Wojskowym na Powązkach

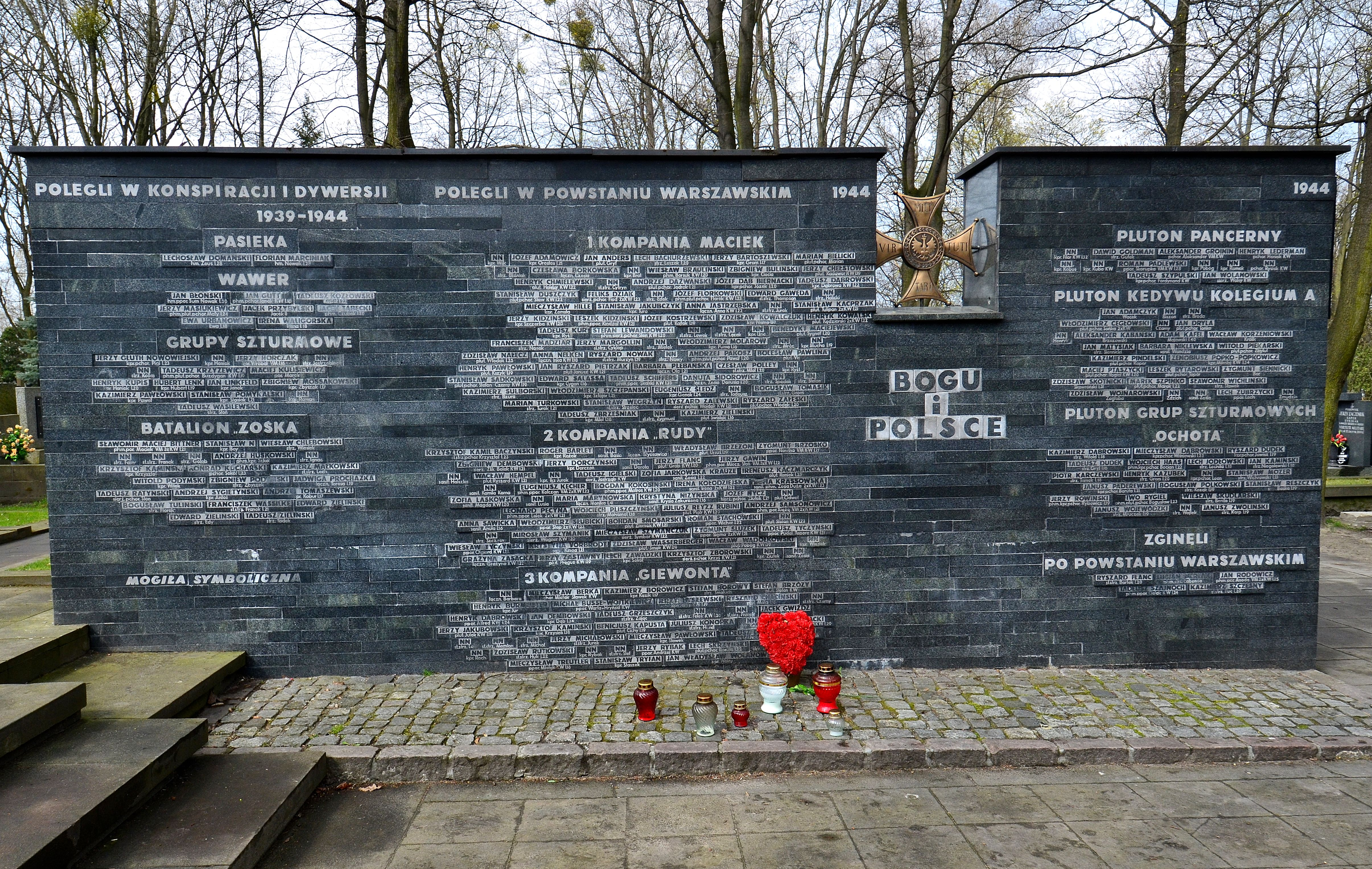
Nazwiska poległych wyryte na murze w kwaterze batalionu „Zośka” Cmentarzu Wojskowym na Powązkach

- samodzielny pluton pancerny „Wacek”
- pluton Kedywu OW „Kolegium A”

## Po 1945
W latach 1944–1956 członków batalionu „Zośka” dotknęły prześladowania systemu komunistycznego. Początkowo uwięzionych zostało kilku z nich z powodu ich indywidualnej działalności w latach powojennych. W drugiej fali aresztowań w specjalnie zorganizowanej akcji zatrzymano trzydziestodwuosobową grupę byłych zośkowców i oskarżono ich o działalność konspiracyjną zmierzającą do obalenia ustroju komunistycznego w Polsce.
Utworzoną w 1943 po akcji pod Arsenałem kwaterą na Cmentarzu Wojskowym na Powązkach, znaną obecnie jako Kwatera Harcerskiego batalionu Armii Krajowej „Zośka” (A–20), w której pochowano wielu żołnierzy służących w tym oddziale, opiekuje się utworzony w 1988 z inicjatywy Władysława Findeisena Społeczny Komitet Opieki nad Grobami Poległych Żołnierzy Batalionu „Zośka”.
Tradycje batalionu „Zośka” kontynuuje Jednostka Wojskowa Komandosów z Lublińca.